# حقوق کیفری عمومی
حقوق جزای عمومی به مجموعه قوانین و مقرراتی گفته می‌شود که به منظور حفظ نظم و امنیت عمومی و پیشگیری از جرم‌ها و تخلفات، تعیین و اجرا می‌شوند. این حقوق شامل مواردی مانند قوانین جرم‌آوری، قوانین مربوط به ترویج امنیت عمومی و قانون‌های مربوط به جرایم اقتصادی و مالی می‌شوند. هدف اصلی این حقوق، حفظ نظم و امنیت عمومی و پیشگیری از جرم‌ها و تخلفات است.
تعریف جرم و مجازات، شروط تحقق بزه (جرم) و عناصر آن، انواع مجازات و مطلوبیت آنان، علت‌شناسی پدیده‌های جنایی و فلسفهٔ سزادهی مجرمان و همچنین بررسی اصول پذیرفته شده در حقوق کیفری و تاریخچه این علم از موضوعات حقوق کیفری عمومی هست
حقوق کیفری عمومی و حقوق کیفری اختصاصی دو شاخهٔ علم حقوق کیفری در تعریف گرایش مکتب حقوقی رومی ژرمنی است. در گرایش آنگلوساکسون و مکتب کامن‌لا چنین اشتقاقی در حقوق کیفری وجود ندارد. هر چند بیشتر اصول پذیرفته حقوق کیفری عمومی جهانشمول هستند و تعریف آن از پدیده‌های مورد بررسی خود معمولاً تفاوت اصولی با تعاریف موجود در کامن لا ندارند. بخشی از قواعد حقوق کیفری عمومی در مواد ابتدایی قانون مجازات اسلامی ایران (از ماده ۱ تا ۶۲) بیان شده‌اند. به‌طور کلی در حقوق کیفری عمومی از قواعد و اصول عمومی حاکم بر کلیه جرائم و مجازات‌ها گفتگو می‌شود و در حقوق کیفری اختصاصی هر جرمی به‌طور خاص مورد تحلیل قرار می‌گیرد.
در حقوق کیفری عمومی از سه موضوع اصلی جرم، مجرم، و مجازات گفتگو می‌شود.

## جرم
جرم هرگونه رفتار یا ترک رفتاری‌ست که قانون را نقض می‌کند.

### عناصر جرم
عناصری یا ارکانی که برای پدید آمدن یک جرم لازمند، از مهمترین و حساسترین مسائل مورد بررسی در حقوق کیفری هستند.

#### عنصر قانونی
عنصر قانونی به این معناست که تنها فعل یا ترک فعلی جرم محسوب می‌شود که در قانون برای آن مجازاتی در نظر گرفته شده باشد، یا به عبارتی قانون آن را جرم محسوب نموده و برای آن مجازاتی معین کرده باشد. این اصل «اصل قانونی بودن جرایم و مجازات‌ها» نامیده می‌شود. بنابراین هیچ جرمی وجود ندارد، مگر آنکه قانون آن را بیان کرده باشد.
به این ترتیب این اصل تعیین مجازات از سوی اشخاص و سازمان‌ها و نهادهای دولتی و انتظامی را بی‌اعتبار می‌داند. در ایران اما اصل ۱۶۷ قانون اساسی و عرف موجود باعث شده‌است که در مورد رعایت این اصل تردید باشد.

#### عنصر مادی جرم
عنصر مادی (به لاتین: Actus reus) به معنای ظهور پدیده مجرمانه در عالم واقع است. جنایاتی که افراد در ذهن خود مرتکب می‌شوند هیچگاه جرم تلقی نمی‌شود. به همین جهت مجردِ قصد و تصمیم برای وقوع یک جرم کافی نیست.

#### عنصر معنوی
عنصر مجرمانه یا نیت مجرمانه (به لاتین: Mens rea) قصد سوء فاعل جرم، اراده آزاد او در هنگام انجام عمل و قوه تمیز خوب و بد در شخصی است که عمل مجرمانه‌ای را مرتکب می‌شود. باید توجه داشت که نیت با انگیزه تفاوت دارد. برای مثال این که رابین هود پول لرد ناتینگهام را می‌دزدید تا آن را به فقرا ببخشد، به معنای این نیست که او دزدی نکرده‌است. او هر چند نیت خوبی داشت اما در هر حال فعل ربودن را مرتکب می‌شد.

## مجرم
شخصی که قواعد زندگی اجتماعی را رعایت نمیکند و با رفتار خودجرم را به وجود میاورد البته نقض و رعایت نکردن قواعدی که قانونگذار به صراحت و با ضمانت اجرای کیفری تعیین کرده است

## کیفر
در تعریف کلی کیفرها به دو نوع تقسیم می‌شوند؛ مجازات اصلی و مجازات تبعی (تتمیمی). در قانون مجازات اسلامی ایران مواد ۱۹ و ۶۲ مکرر مجازات‌های تبعی را شرح داده‌اند.

### اقدامات تربیتی
این اقدامات اگرچه ماهیت جزا دهنده و پیشگیرنده را دارند، اما در قلمرو مجازات‌ها قرار نمی‌گیرند. «قانون اقدامات تأمینی و تربیتی» (مصوب ۱۳۳۹) به این تدابیر پرداخته و آنها را «تدابیری که دادگاه برای جلوگیری از تکرار جرم (جنحه یا جنایت) دربارهٔ مجرمین خطرناک اتخاذ می‌کند.» تعریف کرده‌است.
این تدابیر را نباید با مجازات‌های بازدارنده اشتباه گرفت. (عنوان کتاب پنجم قانون مجازات اسلامی تعزیرات و مجازات‌های بازدارنده‌است) بازدارنده ترجمه لفظی کلمه تعزیر است و در قلمرو حقوق اسلامی قرار می‌گیرد.